# José Neves Formighieri
José Neves Formighieri (Marcelino Ramos, 5 de agosto de 1915 – Curitiba, 2002), foi um empresário e político brasileiro filiado ao Partido Trabalhista Brasileiro (PTB). Foi vereador e primeiro prefeito do município paranaense de Cascavel.

## Biografia
Descendente de italianos e filho de Virgílio e Maria Formighieri, nasceu no município de Marcelino Ramos, no Rio Grande do Sul, em 5 de agosto de 1915. 
Mudou-se para o Paraná, onde ingressou na política, elegendo-se como primeiro prefeito do recém emancipado município de Cascavel, com 383 votos, para um mandato de quatro anos, entre 1952 e 1956.
Na segunda legislatura foi vereador entre os anos de 1957 e 1960. Era considerado um dos mais expressivos líderes do PTB - Partido Trabalhista Brasileiro, no interior paranaense. Com o regime militar de 1964, afastou-se do cenário político.
Faleceu no ano de 2002, aos 87 anos, em Curitiba.

## Homenagens póstumas
Pela sua atuação como pioneiro no oeste do Paraná, primeiro prefeito de Cascavel e líder político do estado, José Neves Formighieri recebeu algumas homenagens póstumas, entre as quais: a sede da Câmara de Vereadores de Cascavel passou a se chamar "Palácio José Neves Formighieri"; a rodovia federal BR-467 foi denominada "Rodovia José Neves Formighieri", por força da Lei Ordinária 15.175, de 22 de junho de 2006.